# Kordula Striepecke
Kordula Striepecke (* 25. April 1963 in Erfurt) ist eine ehemalige deutsche Kanutin.

## Karriere
Kordula Striepecke war als Kind zuerst als Schwimmerin aktiv. Sie erkannte, dass sie im Kanusport deutlich schneller erfolgreich sein würde: „Bei den Schwimmern gab es sehr viel mehr Konkurrenz, sodass es schon schwer genug war, an den Kreismeisterschaften teilzunehmen. Beim Paddeln bot sich eher die Gelegenheit an nationalen und später auch internationalen Wettbewerben starten zu können.“
Im Slalom-Kajak-Einer der Frauen war sie in den 1980er Jahren die dominante Athletin der DDR. Bis auf das Jahr 1981, in dem sie nicht an den ostdeutschen Meisterschaften teilnahm, gewann sie von 1980 bis 1989 jeden nationalen Titel in dieser Klasse. Auch im Teamwettbewerb war sie erfolgreich: 1979 noch für den ASK Vorwärts Potsdam fahrend, gewann sie hier ihr erstes nationales Gold. Auch die vier weiteren bis 1989 ausgefahrenen Titel gingen an ihr Team aus Erfurt. Sie durfte jedoch nicht an internationalen Wettkämpfen im westlichen Ausland teilnehmen.
Erst nach der friedlichen Revolution von 1989 bekam auch Striepecke die Chance, sich mit internationalen Gegnerinnen bei den wichtigen Wettkämpfen zu messen. Im Alter von 28 Jahren gewann sie bei den Kanuslalom-Weltmeisterschaften 1991 in Tacen Bronze. Diesen Erfolg sollte sie 4 Jahre später in Nottingham wiederholen, als sie zusätzlich auch im Team auf Platz 3 landete.
Sie qualifizierte sich für die Olympischen Sommerspiele 1992 in Barcelona und erreichte dort beim Comeback des Slalom-Kajak-Einers bei Olympischen Spielen (der Wettbewerb war zuletzt 1972 bei den Spielen in München im Programm gewesen) Rang 6.
Striepecke  gewann den Kanuslalom-Weltcup im Jahr 1993 und konnte drei Jahre später, bei den Europameisterschaften 1996 mit dem Team Silber gewinnen. Zusätzlich nahm sie an den Olympischen Sommerspielen in Atlanta teil und wurde dort Elfte. Ein Jahr später erreichte sie in Três Coroas einen der größten Erfolge ihrer Laufbahn: im Teamwettbewerb der Europameisterschaften gab es für sie und das deutsche Team Gold.
Nach dem Ende ihrer aktiven Karriere betätigt sich Kordula Striepecke als Kanutrainerin, so von 2003 bis 2011 beim Kanu- und Surf-Verein Schwerte und seit 2012 beim Kanu-Verband Nordrhein-Westfalen.
Striepecke, die in der lutherischen Martinikirchengemeinde in Erfurt-Ilversgehofen aufwuchs, wohnt in Schwerte und gehört der Leitung der dortigen Freien evangelischen Gemeinde an.